# Fredrik Anshelm Bäckström
Fredrik Anshelm Bäckström (i riksdagen kallad Bäckström i Håkansön), född 16 juni 1866 i Piteå socken, död 18 mars 1935 i Norrfjärden, var en svensk lantbrukare och politiker (lantmannapartist, senare lib). Han var son till riksdagsmannen Anders Bäckström och bror till riksdagsmannen Eric Viktor Bäckström.
Fredrik Anshelm Bäckström var lantbrukare i Håkansön i Piteå socken, där han också var kommunalnämndens ordförande.
Han var riksdagsledamot i andra kammaren 1909–1911 för Piteå domsagas valkrets. I riksdagen tillhörde han Lantmannapartiet 1909, men övergick 1910 till Frisinnade landsföreningens riksdagsgrupp Liberala samlingspartiet. Han var bland annat suppleant i andra kammarens femte tillfälliga utskott 1910–1911 och engagerade sig i lokala frågor.